# سوسکچه‌های خرطوم‌دار
سوسکچه‌های خرطوم‌دار (نام علمی: Curculionidae) یا سَرخُرطومی‌ها، تیره‌ای از بالاخانواده سوسکچه‌ها هستند.

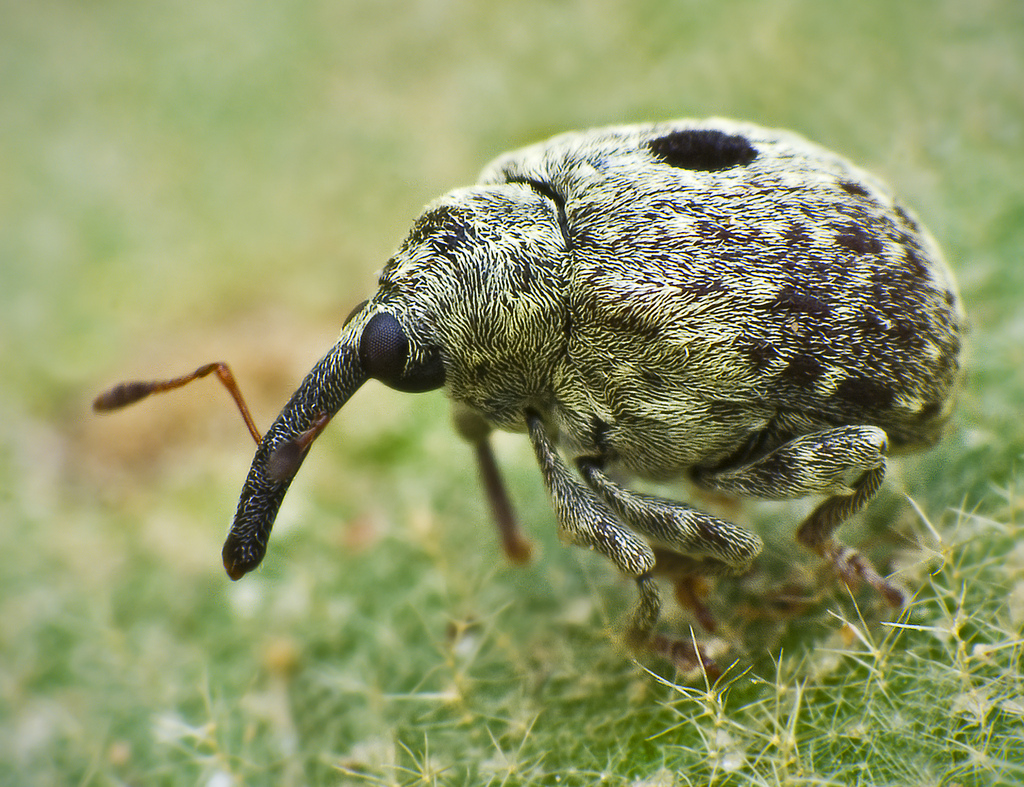
یک سوسکچه خرطوم‌دار

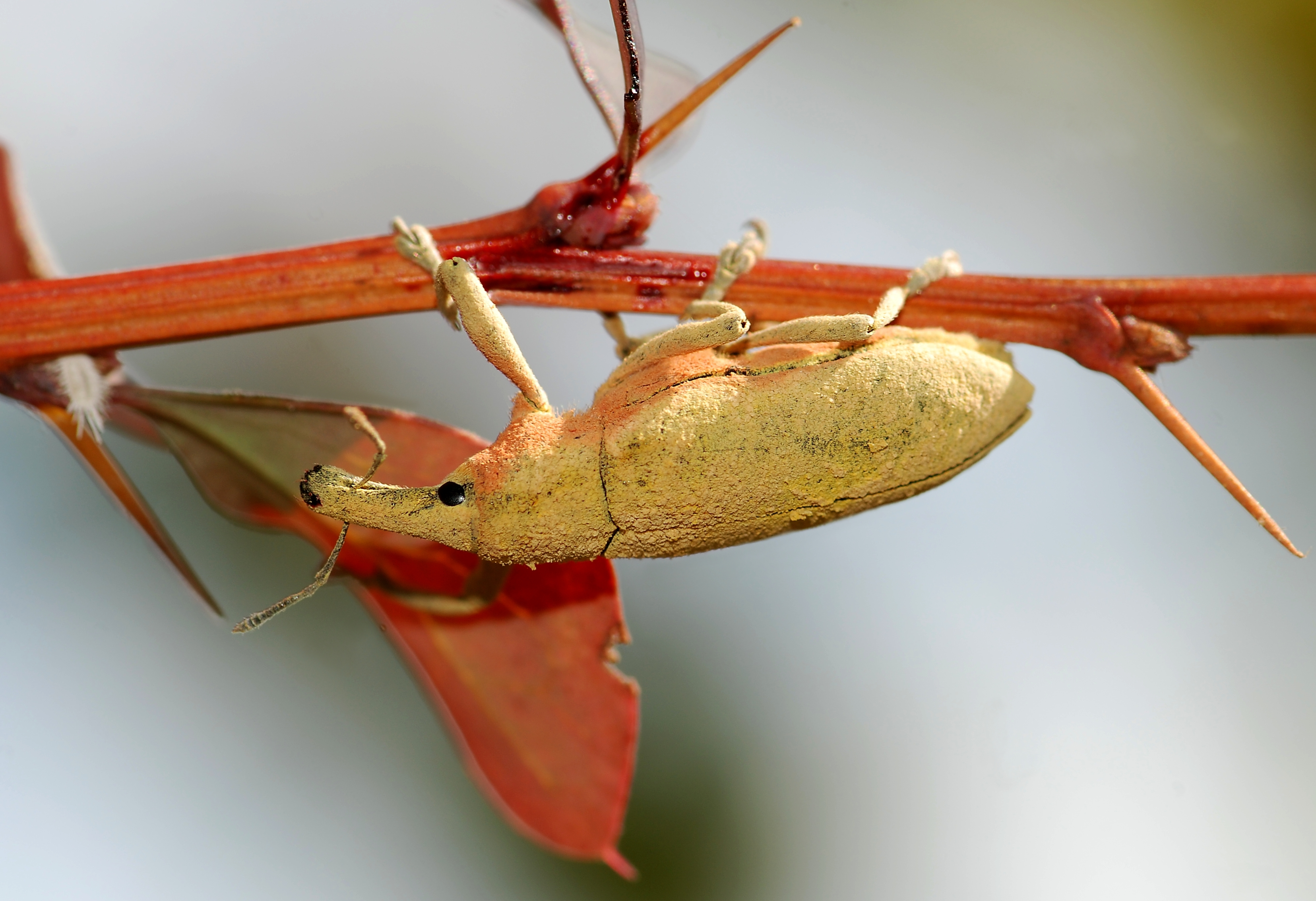
سوسکچه خرطودار آنگوستاتوس

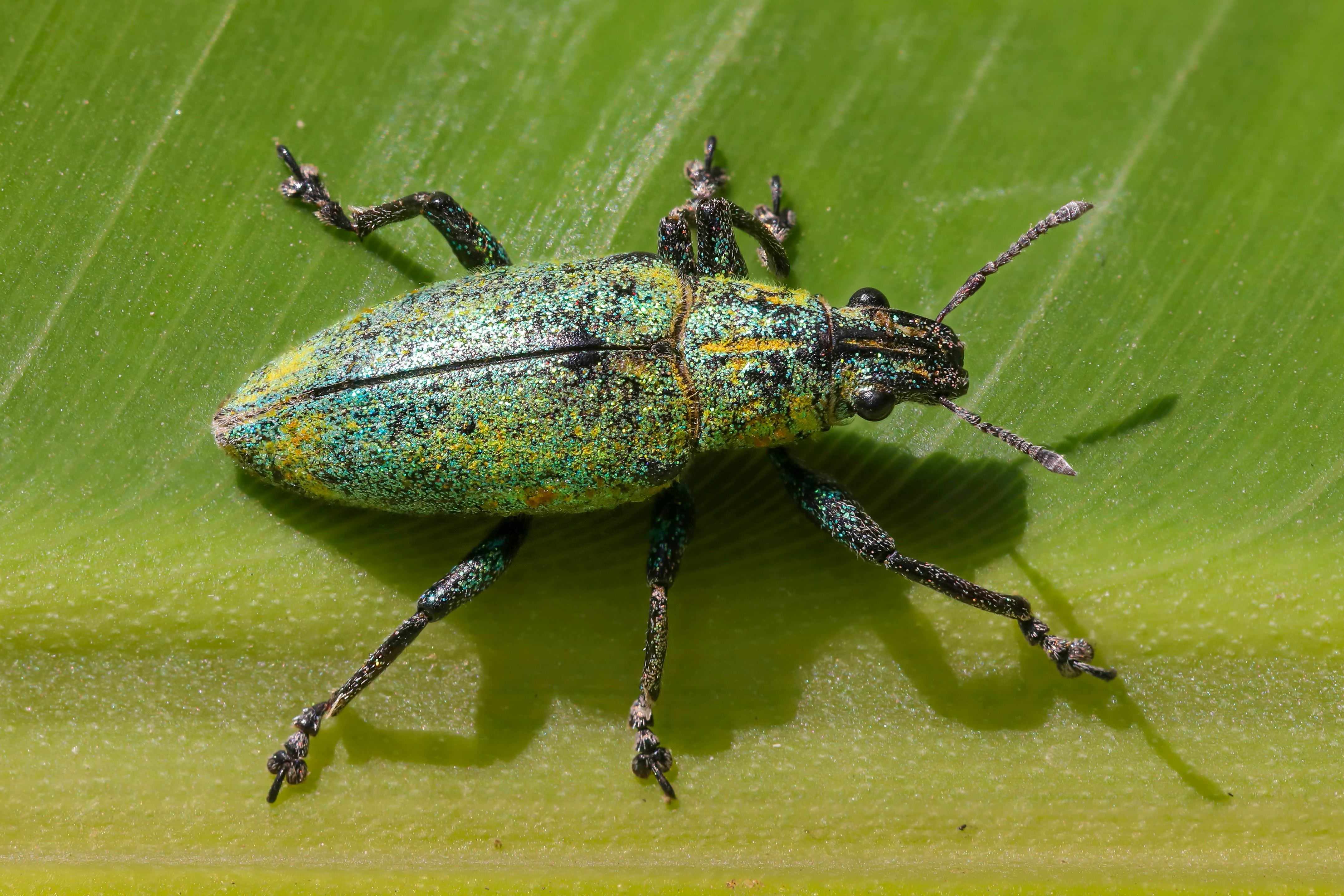
سوسکچه زرخاک